# Leggeova latinizacija
Leggeova latinizacija je način transkripcije za mandarinski kineski jezik. Prvi je počeo rabiti James Legge, sinolog iz 19. stoljeća. Ovu latinizaciju je zamijenila Wage-Gliesova, koja je i sama uglavnom zamijenjena pinyinom.
Leggeova se latinizacija još uvijek može naći u Legovom široko dostupnom prijevodu Knjiga promjene, te u nekim izvodnim radovima kao što je Alister Kroulijeva verzija I Chinga.

## Vanjske poveznice
- (engl.) Leg transkripcija heksagramskim imenima u I Chingu